# Faxi
Der Faxi ist ein Wasserfall im Süden Islands. Er wird auch Faxafoss oder Vatnsleysufoss genannt.
Dieser Wasserfall im Tungufljót liegt nahe der Biskupstungnabraut  und kann durch einen kurzen Abstecher bei der Golden Circle-Tour erreicht werden. Er ist 8 km von Skálholt sowie 12 km von Geysir und Gullfoss entfernt, mit dessen Wassermasse er keineswegs mithalten kann. Das Wasser fällt hier um 7 Meter in die Tiefe.

## Einzelnachweise

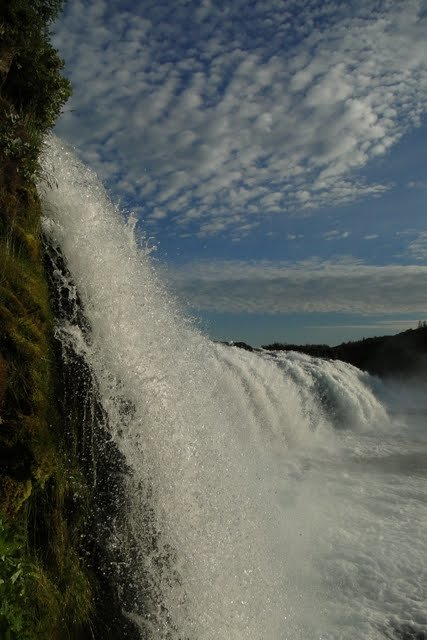
Faxi